# Demna de Géorgie
Demna de Géorgie (aussi connu sous le nom de Temma ou Démétrius) est un prétendant au trône de Géorgie.

## Biographie
Demna était le fils du roi David V et de son épouse inconnue. En 1155, David V meurt subitement, six mois après être devenu roi.
Selon la loi et la jurisprudence, après la mort de David V, son jeune fils, le prince Demna, aurait dû hériter du trône. Mais le grand-père de Demna, Démétrius Ier, a été rétabli sur le trône et a couronné son fils cadet, Georges, comme co-roi et s'est retiré au Monastère de David Garedja. D'autres prétendent que Démétrius était également mort et que Georges s'était alors emparé du trône de manière illicite. Selon l'historien arménien Stépanos Orbélian, Georges avait juré à David V de ne régner que jusqu'à ce que Demna atteigne sa majorité.
Demma doit se cacher, jusqu'en 1177, date à laquelle il s'allie avec la famille d'Iwané Orbéliani, le ministre de la Guerre du roi Georges III, dont il avait épousé une fille, et d'autres membres la noblesse géorgienne : Iwané Vardanidzé, Chotha Arthavatchodzé, fils de l'eristhav de Karthli, pour tenter de détrôner le roi et se faire couronner. 
Le complot échoue, Iwané Orbélian est aveuglé, on exécute son fils Sembat II Orbéliani, Kawthar Orbéliani, frère d'Iwané Orbéliani, ainsi que Zinan, le fils de ce dernier. Quant au jeune Demma, tout juste âgé d'une vingtaine d'années, il se présente devant son oncle implorant son pardon. Par « clémence » de Georges III, il est aveuglé, châtré et emmené en prison à Koutaïssi où il meurt après 1181.

## Sources
- Marie-Félicité Brosset, Additions et éclaircissements à l'Histoire de la Géorgie, Académie impériale des sciences, Saint-Pétersbourg, 1851, (lire ce livre avec Google Books : ), Additions XVI : « Règne de Giorgi III, §2, Épisode de Demna », p. 257-264.
- Cyrille Toumanoff, Les dynasties de la Caucasie chrétienne de l'Antiquité jusqu'au XIXe siècle : Tables généalogiques et chronologiques, Rome, 1990, p. 136-137.
- Alexandre Manvelichvili, Histoire de la Géorgie, Paris, Nouvelles Éditions de la Toison d'Or, 1951, 476 p., p. 178.

1. ↑  Mikaberidze 2015, p. 260.
2. ↑  Rayfield 2012, p. 101.
3. ↑  Eastmond 1998, p. 107.